# Pensionsfond
En pensionsfond är en fond som förvaltar medel för ålderspension. I Sverige är det vanligt att pensionsfonder äger fastigheter.

## Pensionsfonder i Sverige
I Sverige finns AP-fonderna som förvaltar det allmänna pensionssparandet. Dessutom finns ett antal privata pensionsfonder.